# Asplenium parvisorum
Asplenium parvisorum är en svartbräkenväxtart som beskrevs av Roland Napoléon Bonaparte. Asplenium parvisorum ingår i släktet Asplenium och familjen Aspleniaceae. Inga underarter finns listade.